# Godskill
Godskill ist eine deutsche Black/Death-Metal-Band aus Heilbronn.

## Geschichte
Anfang 2011 begannen die Arbeitskollegen Timo Schütz, Thomas Bernhardt alias Berni und Wolfgang Baumann in einem Proberaum in ihrer Heimatstadt Heilbronn Cover-Songs zu spielen. Im Juli desselben Jahres stieß schließlich noch Uwe Schwaderer dazu und komplettierte somit die Band. Trotz unterschiedlicher musikalischer Vorlieben für Metal-Stilrichtungen wurde der klassische Old-School-Death-Metal der 90er Jahre als gemeinsame Schnittmenge gefunden. In dieser Tradition wurden anschließend Einflüsse aus Black Metal und Death Metal vereint.
Im Frühjahr 2013 wurde die EP History of blessed killings im Maranis Studio in Backnang aufgenommen. Nach den ersten Live-Auftritten, unter anderem beim Sunstorm Open Air Festival, verließ Sänger und Gitarrist Wolfgang Baumann im Oktober 2014 die Band und Carsten Quadel übernahm fortan den Gesang. Im Jahr 2021 verstärkte Jan Heidelberger, der bisher bei  Acromonia, Godless Crusade und Virocracy spielte, Bandmitglied Timo Schütz an der Gitarre und machte die Band wieder komplett.
Das aktuelle Album III - Nazarene Sickness wurde am 1. Dezember 2023 bei TeufelsZeug Records veröffentlicht. Produziert wurde das Album im Audiodrive Studio Sinsheim von Tim Eiermann. Das Mastering übernahm dabei Brad Boatright von Audiosiege.
Im April 2024 verließ Carsten Quadel nach über zehn Jahren die Band. Kurze Zeit später konnte Henrik Jorgensen als neuer Sänger für die Band gewonnen werden.
Im Juli 2025 spielte Godskill auf dem Tolminator Festival in Slowenien und ein Konzert im Vorprogramm der US-amerikanischen Band Ghost Bath auf deren Europa-Tournee 2025.

## Stil
Godskill entwickelte sich kontinuierlich über einen Zeitraum von zehn Jahren und drei Studioalben hinweg von ursprünglich klassischem Death Metal über Blackened Death Metal schließlich zu reinem Black Metal. Auf ihrem ersten Album The Forthcoming spielen Godskill noch klassischen, hackenden Death Metal mit nordamerikanischen als auch skandinavischen Einflüssen.  Inspiriert wurden sie dabei von Dismember und Entombed. Auch auf ihrem zweiten Album Gatherer Of Fear And Blood feiert Godskill ein Death-Metal-Fest im Midtempo mit geschickt variiertem Doom und Highspeed, schreibt das Hard Rock Magazin. Hier ist bereits die Hinwendung zum Black Metal erkennbar, weshalb das Plattenlabel MDD Records das Album stilistisch dem Blackened-Death-Metal zuordnet.
Die dunklen Zeiten der Pandemie und der Zugewinn von Jan Heidelberger an der Gitarre führten 2021 zu einem musikalischen Richtungswechsel, wodurch das dritte Studioalbum III - Nazarene Sickness ein reines Black-Metal-Album wurde. Dabei sind die Dichte und die Atmosphäre in ihren Kompositionen in Zusammenhang mit dem konsequenten Einsatz von Melodie und dynamischem Songwriting nun charakteristisch für die Band. Auch optisch ist die Veränderung bei Live-Auftritten durch ein klassisches Black-Metal-Corpsepaint aller Bandmitglieder erkennbar.

## Diskografie
- 2013: History of Blessed Killings (EP, ohne Label)
- 2016: I - The Forthcoming (Album, Bret Hard Records)
- 2018: II - Gatherer of Fear and Blood (Album, MDD Records)
- 2023: Various – Legacy 06/23 (Sampler, Legacy Magazin Nr. 147, 06-2023)[8]
- 2023: III - Nazarene Sickness (Album, TeufelsZeug Records)

## Rezeption
Das Legacy Magazin bewertet das Album III. Nazarene Sickness gut (10/15 Punkten) und lobt die Dichte und Atmosphäre ihrer Kompositionen, sowie die makellose Produktion.

„Diese gefühlt geteerte Version der Dämonenanbetung hat einiges zu bieten.“

Rock Hard schreibt über den Vorgänger II - Gatherer of Fear and Blood:

„Die größte Stärke der deutschen Band ist es wohl, mit ihren zahlreichen, tief im klassischen Metal verwurzelten Melodien genau den schmalen Bereich zwischen Melancholie und Finsternis, Eingängigkeit und grimmiger Wut zu treffen.“

Im Jahr 2019 spielten Godskill auf ihrer Ungodly Is The Flesh Tour, auf der sie ihr Album II - Gatherer of Fear and Blood präsentierten, deutschlandweit insgesamt neun Konzerte. Zum dritten Albumtitel Ungodly is the Flesh wurde im Februar 2019 ein offizielles Video herausgegeben. Im Februar 2020 wurde anschließend auch das Video Becoming A God zum achten Albumtitel veröffentlicht.